# Try That in a Small Town
Try That in a Small Town é uma canção escrita por Kelley Lovelace, Neil Thrasher, Tully Kennedy e Kurt Allison, e gravada pelo cantor country americano Jason Aldean. Foi lançado nas rádios country em maio de 2023 como o single principal de seu décimo primeiro álbum de estúdio.  
A música gerou polêmica e atenção da mídia após o lançamento de seu videoclipe em julho de 2023. Quatro dias após o lançamento do videoclipe, a rede de televisão CMT retirou-o de sua mídia. Isso fez com que o discurso em torno do conteúdo lírico da música se espalhasse ainda mais como uma promoção da violência e do linchamento.
A faixa alcançou o primeiro lugar na Billboard Hot 100 dos Estados Unidos, a primeira de Aldean nessa parada até o momento, e no final de julho teve a maior semana de vendas de uma música country em mais de 10 anos.